# Список дипломатических миссий Парагвая

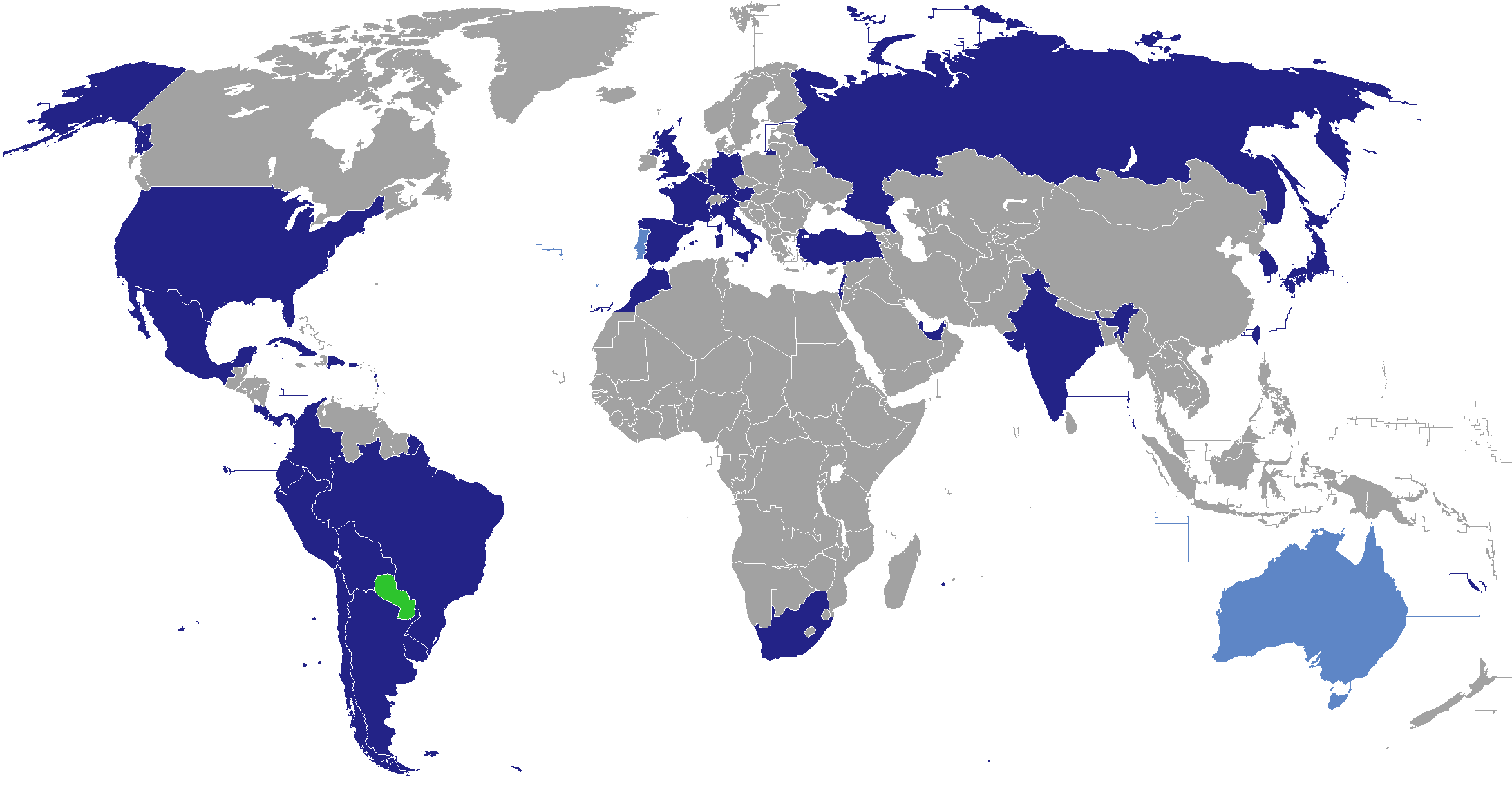

Список дипломатических миссий Парагвая — расположенная между Бразилией и Аргентиной южноамериканская Республика Парагвай является единственным государством на этом континенте, поддерживающая дипломатические отношения не с КНР, а с Китайской Республикой (Тайвань).

## Европа
- Австрия, Вена (посольство)
- Бельгия, Брюссель (посольство)
- Франция, Париж (посольство)
- Германия, Берлин (посольство)
- Ватикан, Рим (миссия)
- Италия, Рим (посольство)
- Португалия, Лиссабон (посольство)
- Россия, Москва (посольство)
- Испания, Мадрид (посольство)
  - Барселона (генеральное консульство)
  - Малага (консульство)
- Швеция, Стокгольм (посольство)
- Швейцария, Берн (посольство)
- Великобритания, Лондон (посольство)

## Северная Америка
- Канада, Оттава (посольство)
- Коста-Рика, Сан-Хосе (посольство)
- Куба, Гавана (посольство)
- Мексика, Мехико (посольство)
- Панама, Панама (посольство)
- США, Вашингтон (посольство)
  - Лос-Анджелес (генеральное консульство)
  - Майями (генеральное консульство)
  - Нью-Йорк (генеральное консульство)

## Южная Америка
- Аргентина, Буэнос-Айрес (посольство)
  - Клоринда (консульство)
  - Кордова (консульство)
  - Формоса (консульство)
  - Посадас (консульство)
  - Ресистенсия (консульство)
  - Росарио (консульство)
  - Пуэрто-Игуасу (консульство)
- Боливия, Ла-Пас (посольство)
  - Санта-Крус-де-ла-Сьерра (генеральное консульство)
  - Вилья-Монтес (консульство)
- Бразилия, Бразилиа (посольство)
  - Куритиба (генеральное консульство)
  - Рио-де-Жанейро (генеральное консульство)
  - Сан-Паулу (генеральное консульство)
  - Кампу-Гранди (консульство)
  - Фос-ду-Игуасу (консульство)
  - Гуаира (консульство)
  - Паранагуа (консульство)
  - Понта-Поран (консульство)
  - Порту-Алегри (консульство)
  - Сантос (консульство)
- Чили, Сантьяго (посольство)
  - Икике (консульство)
- Колумбия, Богота (посольство)
- Эквадор, Кито (посольство)
- Перу, Лима (посольство)
- Уругвай, Монтевидео (посольство)
- Венесуэла, Каракас (посольство)

## Африка
- Египет, Каир (посольство)
- Марокко, Рабат (посольство)
- ЮАР, Претория (посольство)

## Азия
- Тайвань, Тайбэй (посольство)
- Индия, Нью-Дели (посольство)
- Индонезия, Джакарта (посольство)
- Япония, Токио (посольство)
- Южная Корея, Сеул (посольство)
- Ливан, Бейрут (посольство)

## Океания
- , Австралия, Канберра (Генеральное консульство)

## Международные организации
- Брюссель (представительство при ЕС)
- Женева (постоянная миссия при учреждениях ООН)
- Монтевидео (постоянная миссия при ALADI и MERCOSUR)
- Нью-Йорк (постоянная миссия при ООН)
- Вашингтон (постоянная миссия при учреждениях ОАГ)